# Dorgali
Dorgali là một đô thị ở tỉnh Nuoro ở vùng Sardinia của Italia, tọa lạc cách khoảng 130 km về phía đông bắc của Cagliari và cách khoảng 20 km về đông của Nuoro. Tại thời điểm ngày 31 tháng 12 năm 2004, đô thị này có dân số 8.290 người và diện tích là 225 km².
Đô thị Dorgali có các frazione (đơn vị phụ thuộc) Cala Gonone.
Dorgali giáp các đô thị: Baunei, Galtellì, Lula, Nuoro, Oliena, Orgosolo, Orosei, Orune, Urzulei.